# فهرست کشورها بر پایه تولید گاز طبیعی

تولید گاز طبیعی در کشورها

کشورهای تولیدکنندهٔ گاز به مجموعه کشوهایی گفته می‌شود که دارای ذخایر گاز طبیعی بوده و با استحصال گاز طبیعی، این محصول را به مصرف داخلی یا صادرات می‌رسانند. کشورهای تولیدکنندهٔ گاز در جهان را در ۷ منطقهٔ کلی دسته‌بندی کرده‌اند که به شرح زیر است:

## شرق آسیا و اقیانوسیه
آسیا و اقیانوسیه با افزایش شدید تولید در ۳۰ سال اخیر روبرو بوده‌است. به عبارت دیگر از ۵٫۱ درصد کل تولید جهان در سال ۱۹۷۰ به حدود ۱۲ درصد کل جهان در سال ۲۰۰۴ رسیده است. در این منطقه دو دستهٔ متمایز از کشورها وجود دارند: دستهٔ یکم کشورهای غنی از منابع گازی که مصرف داخلی آن‌ها محدود است؛ مثل اندونزی، مالزی و استرالیا. دستهٔ دیگر کشورهایی که منابع گازی ندارند ولی بازار مناسبی جهت عرضهٔ فرآورده‌های گازی در اختیار دارند؛ مثل ژاپن، کرهٔ جنوبی و سنگاپور. کشورهایی مانند چین، هند و بنگلادش نیز دارای ذخایر محدود گازی می‌باشند.
نهایتاً کشورهای عمدهٔ تولیدکنندهٔ گاز در این منطقه، کشورهای اندونزی، مالزی و استرالیا هستند.

## آفریقا
آفریقا با در اختیار داشتن ۷٫۸ درصد از ذخایر گاز جهان، با سهم ۵٫۴ از تولید، سهم کمی در تولید گاز در جهان داراست. الجزایر، مصر و لیبی عمده تولیدکنندگان گاز این منطقه هستند.

## آمریکای شمالی
آمریکای شمالی بالاترین میزان تولید گاز طبیعی در جهان را داراست. تولید گاز طبیعی این منطقه در طول ۳۰ سال گذشته تقریباً ثابت مانده است. ایالات متحدهٔ آمریکا و کانادا با ۷۳ درصد و ۲۲ درصد تولید گاز منطقه عمده کشورهای تولیدکنندهٔ گاز در این منطقه هستند. مکزیک با تولید ۵ درصدی گاز در رتبهٔ پنجم قرار دارد.

## آمریکای جنوبی
آمریکای جنوبی هم‌اکنون با تولید ۴ درصد از گاز مصرفی در جهان، کمترین میزان تولید گاز در میان مناطق جهان به خود اختصاص داده است. این در حالی است که میزان تولید گاز در این منطقه در طی ۳۰ سال گذشته ۵ برابر شده‌است. آرژانتین و ونزوئلا از مهم‌ترین کشورهای تولیدکننده گاز در این منطقه هستند.

## اروپا
اروپا در ۳۰ سال گذشته با بیش از ۱۵۰ میلیارد متر مکعب افزایش تولید روبرو بوده‌است. سهم تولید این منطقه از کل تولید جهان در حدود ۱۰ اتا ۱۵ درصد در نوسان بوده‌است. انگلستان، نروژ، رومانی، هلند عمده کشورهای تولیدکنندهٔ گاز در این منطقه بوده‌است.

## جمهوری‌های شوروی سابق
آسیای میانه از حدود سال ۱۹۹۰ که مقارن با فروپاشی اتحاد جماهیر شوروی بوده، در ۵ سال حدود ۱۰۰ میلیارد مترمکعب با کاهش تولید همراه بوده و سهم تولید آن از ۳۸ درصد به ۳۲ درصد کاهش یافته‌است. در این منطقه روسیه با تولید حدود ۵۹۰ میلیارد مترمکعب، عمده‌ترین تولیدکنندهٔ گاز منطقه است. ازبکستان و ترکمنستان دو کشور بعدی در فهرست تولیدکنندگان در این منطقه هستند.

## خاورمیانه
خاورمیانه با در اختیار داشتن حدود ۴۰٫۶ درصد از کل ذخایر گاز جهان در سال ۲۰۰۵، در همین سال حدود ۱۰٫۴ درصد از گاز طبیعی جهان را تولید کرده‌است. این موضوع به دلیل کوچک بودن بازارهای داخلی و محدود بودن تجارت این منطقه در بازار بین‌المللی گاز است. کشورهای عمده تولیدکننده گاز در این منطقه در حاشیه خلیج فارس قرار دارند و عبارتند از ایران، قطر، عربستان سعودی.

## فهرست کشورهای تولیدکننده گاز طبیعی
| رتبه | کشور                | قاره          | تولید سالانه گاز طبیعی (مترمکعب) | تاریخ |
| ---- | ------------------- | ------------- | -------------------------------- | ----- |
| —    | جهان                | —             | ۴٬۳۵۹٬۰۰۰٬۰۰۰٬۰۰۰                | ۲۰۱۰  |
| ۱    | ایالات متحده آمریکا | آمریکای شمالی | ۷۲۸٬۲۰۰٬۰۰۰٬۰۰۰                  | ۲۰۱۴  |
| 2    | ایران               | آسیا          | ۵۷۸٬۷۰۰٬۰۰۰٬۰۰۰                  | ۲۰۱۴  |
| 3    | روسیه               | اوراسیا       | ۴۳۸٬۰۰۰٬۰۰۰٬۰۰۰                  | ۲۰۱۷  |
| —    | اتحادیه اروپا       | —             | ۱۳۲٬۳۰۰٬۰۰۰٬۰۰۰                  | ۲۰۱۴  |
| ۴    | کانادا              | آمریکای شمالی | ۱۴۳٬۱۰۰٬۰۰۰٬۰۰۰                  | ۲۰۱۲  |
| ۵    | قطر                 | آسیا          | ۱۳۳٬۲۰۰٬۰۰۰٬۰۰۰                  | ۲۰۱۱  |
| ۶    | نروژ                | اروپا         | ۱۱۴٬۷۰۰٬۰۰۰٬۰۰۰                  | ۲۰۱۲  |
| ۷    | چین                 | آسیا          | ۱۰۷٬۲۰۰٬۰۰۰٬۰۰۰                  | ۲۰۱۲  |
| ۸    | عربستان سعودی       | آسیا          | ۱۰۳٬۲۰۰٬۰۰۰٬۰۰۰                  | ۲۰۱۲  |
| ۹    | الجزایر             | آفریقا        | ۸۲٬۷۶۰٬۰۰۰٬۰۰۰                   | ۲۰۱۱  |
| ۱۰   | هلند                | اروپا         | ۸۰٬۷۸۰٬۰۰۰٬۰۰۰                   | ۲۰۱۲  |
| ۱۱   | اندونزی             | آسیا          | ۷۶٬۲۵۰٬۰۰۰٬۰۰۰                   | ۲۰۱۱  |
| ۱۲   | ترکمنستان           | آسیا          | ۶۴٬۴۰۰٬۰۰۰٬۰۰۰                   | ۲۰۱۲  |
| ۱۳   | ازبکستان            | آسیا          | ۶۲٬۹۰۰٬۰۰۰٬۰۰۰                   | ۲۰۱۲  |
| ۱۴   | مالزی               | آسیا          | ۶۱٬۷۳۰٬۰۰۰٬۰۰۰                   | ۲۰۱۱  |
| ۱۵   | مصر                 | آفریقا        | ۶۱٬۲۶۰٬۰۰۰٬۰۰۰                   | ۲۰۱۱  |
| ۱۶   | مکزیک               | آمریکای شمالی | ۵۳٬۹۶۰٬۰۰۰٬۰۰۰                   | ۲۰۱۲  |
| ۱۷   | امارات متحده عربی   | آسیا          | ۵۲٬۳۱۰٬۰۰۰٬۰۰۰                   | ۲۰۱۱  |
| ۱۸   | بولیوی              | آمریکای جنوبی | ۴۸٬۹۷۰٬۰۰۰٬۰۰۰                   | ۲۰۱۲  |
| ۱۹   | استرالیا            | اقیانوسیه     | ۴۸٬۲۴۰٬۰۰۰٬۰۰۰                   | ۲۰۱۲  |
| ۲۰   | بریتانیا            | اروپا         | ۴۰٬۹۹۰٬۰۰۰٬۰۰۰                   | ۲۰۱۲  |
| ۲۱   | ترینیداد و توباگو   | حوزه کارائیب  | ۴۰٬۶۰۰٬۰۰۰٬۰۰۰                   | ۲۰۱۱  |
| ۲۲   | هند                 | آسیا          | ۴۰٬۳۸۰٬۰۰۰٬۰۰۰                   | ۲۰۱۲  |
| ۲۳   | پاکستان             | آسیا          | ۳۹٬۱۵۰٬۰۰۰٬۰۰۰                   | ۲۰۱۱  |
| ۲۴   | آرژانتین            | آمریکای جنوبی | ۳۸٬۷۷۰٬۰۰۰٬۰۰۰                   | ۲۰۱۱  |
| ۲۵   | تایلند              | آسیا          | ۳۶٬۹۹۰٬۰۰۰٬۰۰۰                   | ۲۰۱۱  |
| ۲۶   | عمان                | آسیا          | ۳۵٬۹۴۰٬۰۰۰٬۰۰۰                   | ۲۰۱۲  |
| ۲۷   | پرو                 | آمریکای جنوبی | ۳۲٬۴۰۰٬۰۰۰٬۰۰۰                   | ۲۰۱۲  |
| ۲۸   | نیجریه              | آفریقا        | ۳۱٬۳۶۰٬۰۰۰٬۰۰۰                   | ۲۰۱۱  |
| ۲۹   | ونزوئلا             | آمریکای جنوبی | ۲۵٬۲۸۰٬۰۰۰٬۰۰۰                   | ۲۰۱۲  |
| ۳۰   | قزاقستان            | آسیا          | ۲۰٬۲۰۰٬۰۰۰٬۰۰۰                   | ۲۰۱۱  |
| ۳۱   | بنگلادش             | آسیا          | ۲۰٬۱۱۰٬۰۰۰٬۰۰۰                   | ۲۰۱۱  |
| ۳۲   | اوکراین             | اروپا         | ۱۹٬۸۰۰٬۰۰۰٬۰۰۰                   | ۲۰۱۱  |
| ۳۳   | جمهوری آذربایجان    | آسیا          | ۱۶٬۷۰۰٬۰۰۰٬۰۰۰                   | ۲۰۱۳  |
| ۳۴   | برزیل               | آمریکای جنوبی | ۱۷٬۰۳۰٬۰۰۰٬۰۰۰                   | ۲۰۱۲  |
| ۳۵   | کویت                | آسیا          | ۱۳٬۵۳۰٬۰۰۰٬۰۰۰                   | ۲۰۱۱  |
| ۳۶   | بحرین               | آسیا          | ۱۲٬۶۲۰٬۰۰۰٬۰۰۰                   | ۲۰۱۱  |
| ۳۷   | برونئی              | آسیا          | ۱۲٬۴۴۰٬۰۰۰٬۰۰۰                   | ۲۰۱۱  |
| ۳۸   | میانمار             | آسیا          | ۱۱٬۹۱۰٬۰۰۰٬۰۰۰                   | ۲۰۱۱  |
| ۳۹   | کلمبیا              | آمریکای جنوبی | ۱۰٬۹۵۰٬۰۰۰٬۰۰۰                   | ۲۰۱۱  |
| ۴۰   | رومانی              | اروپا         | ۱۰٬۶۱۰٬۰۰۰٬۰۰۰                   | ۲۰۱۱  |
| ۴۱   | یمن                 | آسیا          | ۹٬۶۲۰٬۰۰۰٬۰۰۰                    | ۲۰۱۱  |
| 42   | ویتنام              | آسیا          | ۹٬۳۰۰٬۰۰۰٬۰۰۰                    | ۲۰۱۲  |
| ۴۳   | آلمان               | اروپا         | ۹٬۰۰۰٬۰۰۰٬۰۰۰                    | ۲۰۱۲  |
| ۴۴   | سوریه               | آسیا          | ۷٬۸۷۰٬۰۰۰٬۰۰۰                    | ۲۰۱۱  |
| ۴۵   | لیبی                | آفریقا        | ۷٬۸۵۵٬۰۰۰٬۰۰۰                    | ۲۰۱۱  |
| ۴۶   | ایتالیا             | اروپا         | ۷٬۸۰۰٬۰۰۰٬۰۰۰                    | ۲۰۱۲  |
| ۴۷   | گینه استوایی        | آفریقا        | ۶٬۸۸۰٬۰۰۰٬۰۰۰                    | ۲۰۱۱  |
| ۴۸   | اسرائیل             | آسیا          | ۶٬۸۶۰٬۰۰۰٬۰۰۰                    | ۲۰۱۳  |
| ۴۹   | دانمارک             | اروپا         | ۶٬۴۱۲٬۰۰۰٬۰۰۰                    | ۲۰۱۲  |
| ۵۰   | لهستان              | اروپا         | ۶٬۱۹۳٬۰۰۰٬۰۰۰                    | ۲۰۱۲  |
| ۵۱   | پرتغال              | اروپا         | ۴٬۹۰۴٬۰۰۰٬۰۰۰                    | ۲۰۱۲  |
| ۵۲   | نیوزیلند            | اقیانوسیه     | ۴٬۵۹۰٬۰۰۰٬۰۰۰                    | ۲۰۱۲  |
| ۵۳   | فیلیپین             | آسیا          | ۳٬۹۱۰٬۰۰۰٬۰۰۰                    | ۲۰۱۲  |
| ۵۴   | موزامبیک            | آفریقا        | ۳٬۸۲۰٬۰۰۰٬۰۰۰                    | ۲۰۱۱  |
| ۵۵   | ژاپن                | آسیا          | ۳٬۲۷۳٬۰۰۰٬۰۰۰                    | ۲۰۱۲  |
| ۵۶   | مجارستان            | اروپا         | ۲٬۴۶۲٬۰۰۰٬۰۰۰                    | ۲۰۱۲  |
| ۵۷   | تونس                | آفریقا        | ۱٬۹۳۰٬۰۰۰٬۰۰۰                    | ۲۰۱۱  |
| ۵۸   | اتریش               | اروپا         | ۱٬۹۰۶٬۰۰۰٬۰۰۰                    | ۲۰۱۲  |
| ۵۹   | کرواسی              | اروپا         | ۱٬۸۶۳٬۰۰۰٬۰۰۰                    | ۲۰۱۳  |
| ۶۰   | ساحل عاج            | آفریقا        | ۱٬۵۰۰٬۰۰۰٬۰۰۰                    | ۲۰۱۱  |
| ۶۱   | آفریقای جنوبی       | آفریقا        | ۱٬۲۸۰٬۰۰۰٬۰۰۰                    | ۲۰۱۱  |
| ۶۲   | شیلی                | آمریکای جنوبی | ۱٬۱۴۴٬۰۰۰٬۰۰۰                    | ۲۰۱۲  |
| ۶۳   | کوبا                | حوزه کارائیب  | ۱٬۰۳۰٬۰۰۰٬۰۰۰                    | ۲۰۱۲  |
| ۶۴   | جمهوری کنگو         | آفریقا        | ۹۴۶٬۰۰۰٬۰۰۰                      | ۲۰۱۲  |
| ۶۵   | عراق                | آسیا          | ۸۸۰٬۰۰۰٬۰۰۰                      | ۲۰۱۱  |
| ۶۶   | تانزانیا            | آفریقا        | ۸۶۰٬۰۰۰٬۰۰۰                      | ۲۰۱۱  |
| ۶۷   | آنگولا              | آفریقا        | ۷۵۲٬۰۰۰٬۰۰۰                      | ۲۰۱۱  |
| ۶۸   | ترکیه               | آسیا          | ۶۳۲٬۰۰۰٬۰۰۰                      | ۲۰۱۲  |
| ۶۹   | فرانسه              | اروپا         | ۵۰۸٬۰۰۰٬۰۰۰                      | ۲۰۱۲  |
| ۷۰   | صربستان             | اروپا         | ۴۸۴٬۷۰۰٬۰۰۰                      | ۲۰۱۳  |
| ۷۱   | کره جنوبی           | آسیا          | ۴۲۴٬۹۰۰٬۰۰۰                      | ۲۰۱۲  |
| ۷۲   | بلغارستان           | اروپا         | ۴۱۰٬۰۰۰٬۰۰۰                      | ۲۰۱۱  |
| ۷۳   | جمهوری ایرلند       | اروپا         | ۳۷۳٬۰۰۰٬۰۰۰                      | ۲۰۱۲  |
| ۷۴   | تایوان              | آسیا          | ۳۳۰٬۲۰۰٬۰۰۰                      | ۲۰۱۱  |
| ۷۵   | اکوادور             | آمریکای جنوبی | ۲۴۰٬۰۰۰٬۰۰۰                      | ۲۰۱۱  |
| ۷۶   | اردن                | آسیا          | ۲۳۰٬۰۰۰٬۰۰۰                      | ۲۰۱۱  |
| ۷۷   | بلاروس              | اروپا         | ۲۲۰٬۰۰۰٬۰۰۰                      | ۲۰۱۱  |
| ۷۸   | جمهوری چک           | اروپا         | ۲۰۰٬۰۰۰٬۰۰۰                      | ۲۰۱۲  |
| ۷۹   | کامرون              | آفریقا        | ۱۵۰٬۰۰۰٬۰۰۰                      | ۲۰۱۱  |
| ۸۰   | افغانستان           | آسیا          | ۱۴۰٬۰۰۰٬۰۰۰                      | ۲۰۱۱  |
| ۸۱   | اسلواکی             | اروپا         | ۱۰۵٬۰۰۰٬۰۰۰                      | ۲۰۱۲  |
| ۸۲   | پاپوآ گینه نو       | اقیانوسیه     | ۱۰۰٬۰۰۰٬۰۰۰                      | ۲۰۱۱  |
| ۸۳   | گابن                | آفریقا        | ۷۰٬۰۰۰٬۰۰۰                       | ۲۰۱۱  |
| ۸۴   | اسپانیا             | اروپا         | ۶۱٬۰۰۰٬۰۰۰                       | ۲۰۱۲  |
| ۸۵   | مراکش               | آفریقا        | ۶۰٬۰۰۰٬۰۰۰                       | ۲۰۱۱  |
| ۸۶   | غنا                 | آفریقا        | ۵۰٬۰۰۰٬۰۰۰                       | ۲۰۱۰  |
| ۸۷   | باربادوس            | حوزه کارائیب  | ۲۰٬۰۰۰٬۰۰۰                       | ۲۰۱۰  |
| ۸۸   | سنگال               | آفریقا        | ۲۰٬۰۰۰٬۰۰۰                       | ۲۰۱۱  |
| ۸۹   | قرقیزستان           | آسیا          | ۱۰٬۰۰۰٬۰۰۰                       | ۲۰۱۱  |
| ۹۰   | آلبانی              | اروپا         | ۱۰٬۰۰۰٬۰۰۰                       | ۲۰۱۱  |
| ۹۱   | گرجستان             | اروپا         | ۹٬۱۵۱٬۰۰۰                        | ۲۰۱۲  |
| ۹۲   | یونان               | اروپا         | ۶٬۰۰۰٬۰۰۰                        | ۲۰۱۱  |
| ۹۳   | تاجیکستان           | آسیا          | ۳٬۹۲۸٬۰۰۰                        | ۲۰۱۳  |
| ۹۴   | اسلوونی             | اروپا         | ۲٬۰۰۰٬۰۰۰                        | ۲۰۱۱  |